# Opopaea speciosa
Opopaea speciosa là một loài nhện trong họ Oonopidae.
Loài này thuộc chi Opopaea. Opopaea speciosa được George Newbold Lawrence miêu tả năm 1952.